# Autobahndreieck Bad Dürrheim
Das Autobahndreieck Bad Dürrheim (Abkürzung: AD Bad Dürrheim; Kurzform: Dreieck Bad Dürrheim) ist ein Autobahndreieck bei Villingen-Schwenningen in Baden-Württemberg. Es verbindet die Bundesautobahn 81 (Würzburg – Stuttgart – Singen (Hohentwiel)) (Europastraße 41) mit der Bundesautobahn 864, die die Bundesautobahn 81 mit den Städten Donaueschingen und Bad Dürrheim verbindet (Europastraße 531).

## Geographie
Das Dreieck befindet sich in der Region Baar in der Nähe des Dorfes Sunthausen. Es liegt auf dem Gebiet der Gemeinde Bad Dürrheim im Schwarzwald-Baar-Kreis. Es befindet sich etwa 110 km südlich von Stuttgart, etwa 60 km nordwestlich von Konstanz und etwa 55 km östlich von Freiburg im Breisgau.
Auf der A 81 trägt das Autobahndreieck die Anschlussstellennummer 37 und auf der A 864 die Nummer 2.

## Geschichte
Das Dreieck Bad Dürrheim wurde am 19. Dezember 1978 offiziell dem Verkehr übergeben, nachdem es seit 1966 geplant und seit 1975 gebaut worden war. Durch das Autobahndreieck wurde die vierstreifige Bundesstraße 27 zwischen Donaueschingen und Bad Dürrheim an die Bundesautobahn 81 angebunden.
Ursprünglich sollte laut Ausbauplan von 1970 die Schwarzwaldautobahn A 86 am Autobahndreieck Bad Dürrheim über Donaueschingen nach Freiburg abzweigen. Nach Osten sollte diese Autobahn in Richtung Tuttlingen weitergeführt werden und hätte dabei die östlich des Autobahndreiecks liegende Ortschaft Öfingen mit einem Tunnel unterfahren. Damit wäre das Autobahndreieck zu einem Autobahnkreuz ausgebaut worden. Mit der Fortschreibung des Bedarfsplans für Bundesfernstraßen im Jahr 1980 wurde die A 86 nur noch als Vorbehaltsstrecke aufgenommen und somit dieses umstrittene Projekt gestrichen. Seitdem endet die nun als A 864 bezeichnete Autobahn im Westen an der zweibahnig ausgebauten B 27 bei Donaueschingen.

## Verkehrsaufkommen
| Von                       | Nach            | Durchschnittliche tägliche Verkehrsstärke | Durchschnittliche tägliche Verkehrsstärke | Durchschnittliche tägliche Verkehrsstärke | Anteil Schwerlastverkehr | Anteil Schwerlastverkehr | Anteil Schwerlastverkehr |
| Von                       | Nach            | 2005                                      | 2010                                      | 2015                                      | 2005                     | 2010                     | 2015                     |
| ------------------------- | --------------- | ----------------------------------------- | ----------------------------------------- | ----------------------------------------- | ------------------------ | ------------------------ | ------------------------ |
| AS Rottweil (A 81)        | AD Bad Dürrheim | keine Daten                               | 44.700                                    | 45.900                                    | keine Daten              | 12,3 %                   | 11,7 %                   |
| AD Bad Dürrheim           | AS Engen (A 81) | keine Daten                               | 35.500                                    | 37.700                                    | keine Daten              | 10,8 %                   | 11,6 %                   |
| AS Donaueschingen (A 864) | AD Bad Dürrheim | 13.200                                    | 14.200                                    | 16.200                                    | 11,5 %                   | 10,6 %                   | 11,6 %                   |